# خطة إنقاص التلوث بالكربون
كانت خطة إنقاص التلوث بالكربون أو (CPRS) سياسةً لتحديد وتداول (بالإنجليزية: cap-and-trade)‏ انبعاثات الغازات الدفيئة بشرية المنشأ التي طرحتها حكومة رود كجزء من سياسة تغير المناخ خاصتها التي كان من المقرر أن تبدأ في أستراليا عام 2010. حققت تغييرًا كبيرًا في سياسة الطاقة في أستراليا. بدأت هذه السياسة بالتشكل في أبريل عام 2007، عندما كان حزب العمال الفيدرالي في المعارضة وأمرت الولايات الست المحكومة بحزب العمال بمراجعة مستقلة لسياسة الطاقة، دُعيت «مراجعة غارنو لتغير المناخ» ونشرت عددًا من التقارير. بعد فوز حزب العمال بالانتخابات الفيدرالية لعام 2007 وتشكيله للحكومة، نُشرت الورقة الخضراء فيما يخص تغير المناخ وطرحت للمناقشة والتعليق. خططت الخزينة الفيدرالية بعضًا من التأثيرات المالية والاقتصادية لخطة إنقاص التلوث بالكربون المطروحة.
نشرت حكومة رود الورقة البيضاء النهائية في 15 ديسمبر عام 2008، وأعلنت أن تشريعًا كان من المفترض أن يسري في يوليو لعام 2010، إلا أن تشريع خطة إنقاص التلوث بالكربون فشل في اكتساب أصوات في مجلس الشيوخ ورفض مرتين ما أدّى إلى إثارة انتخابات حل مزدوج.
شهد جدال سياسي أليم داخل الائتلاف المعارض خسارة القائد المعارض مالكوم تورنبول للقيادة أمام المعارض لخطة إنقاص التلوث بالكربون توني أبوت. لم تدعُ حكومة رود إلى انتخابات وأجلت الخطط للإنقاص التلوث بالكربون في أبريل 2010.
بعد الانتخابات الفيدرالية لعام 2010، كانت حكومة غيلارد قادرة على تمرير آلية تسعير الكربون (CPM) إلى القانون كجزء من حزمة الطاقة النظيفة المستقبلية في عام 2011، لتنشط في 1 يوليو عام 2012. من ناحية أخرى، بعد الانتخابات الفيدرالية لعام 2013، كان هناك تغييرات في الحكومة، إذ ألغت حكومة أبوت حزمة الطاقة النظيفة المستقبلية في 17 يوليو لعام 2014، ونظرًا لعدم اليقين الكبير بالسياسات المحيطة بالخطة، استجابت المنظمات في أستراليا بطريقة فاترة غير رسمية وامتنعت إلى حد كبير عن القيام بأية استثمارات واسعة النطاق فيما يخص تقنيات تخفيض الانبعاثات خلال تشغيل الخطة.

## تاريخ
في انتخابات عام 2007، وعدت حكومة الائتلاف التي يقودها الليبراليون بالإضافة إلى المعارضة العمالية باستهلال تجارة كربون. أمر قائد رود المعارض بإصدار مراجعة غارنو لتغير المناخ في 30 أبريل لعام 2007، بينما أعلن رئيس الوزراء جون هاورد خطته الخاصة لتجارة الكربون في 4 يونيو عام 2007، بعد التقرير النهائي لفريق مهام رئيس الوزراء فيما يخص تجارة الانبعاثات. فاز حزب العمال بالانتخابات في 24 نوفمبر.

## الورقة الخضراء
كانت مسودة تقرير غارنو الصادرة في 4 يوليو عام 2008 واحدة من العديد من المساهمات في عملية صنع السياسة، وأصدرت حكومة حزب العمال الورقة الخضراء في 16 يوليو عام 2008 التي تَصِفُ التصميم المعتمد لخطة تجارة الكربون.
كانت خطة إنقاص التلوث بالكربون المعالجة المستندة إلى السوق للتلوث بالغازات الدفيئة، ونُفّذت عام 2010. تجلى الخوف الأساسي للحكومة الأسترالية في إمكانية تصميم هذه الخطة بشكل صحيح، بشكل تتمم فيه إطار عمل السياسة الاقتصادية المركّبة، وأن تتسق مع الاستراتيجية التجارية للحكومة. كان موضوع خطة إنقاص التلوث بالكربون أن تلتقي الخطة مع أهداف أستراليا في إنقاص الانبعاثات بالطريقة الأكثر مرونة والتكلفة الفعالة، من أجل دعم الاستجابة العالمية الفعالة لتغير المناخ ومن أجل توفير مساعدة انتقال الأسر والشركات الأكثر تضررًا.
كان مبدأ خطة إنقاص التلوث بالكربون هو نظام التحديد والتداول، وهي طريقة للحد من التلوث بالغازات الدفيئة بالإضافة إلى إعطاء الأفراد والشركات حوافز مقابل إنقاص انبعاثاتهم. وضعت الحكومة الأسترالية حدًا لانبعاثات الكربون، تماشيًا مع الأهداف طويلة الأمد بخفض انبعاثات أستراليا بنسبة 60% مع حلول عام 2050 بالمقارنة مع مستوى الانبعاثات عام 2000.
تقوم خطة التحديد والتداول على عنصرين ثابتين: التحديد (cap) والقدرة على التداول (trade). «التحديد» هو حد انبعاثات الغازات الدفيئة المفروضة بحسب خطة إنقاص التلوث بالكربون. يسعى النظام إلى تحقيق عائد بيئي من إنقاص انبعاث الغازات الدفيئة، وتكمن الفكرة في أن تحديد الانبعاثات يشكل سعرًا للكربون، فيما يضمن التداول خفض الانبعاثات إلى السعر الممكن الأدنى. يعني وضع حد أن الحق في انبعاث الغازات الدفيئة يصبح نادرًا، وتلك الندرة تستلزم سعرًا. من شأن خطة إنقاص التلوث بالكربون أن تضع سعرًا للكربون بطريقة منظمة.

## الورقة البيضاء
أُصدرت الورقة البيضاء في 15 ديسمبر لعام 2008، وتضمنت أهداف حكومة رود العمالية فيما يخص إنقاص انبعاثات الغازات الدفيئة بنسبة 5% مع حلول عام 2020 مقارنة مع المستويات لعام 2000 من جانب واحد، أو بنسبة 15% مع حلول عام 2020 في حال وافقت الملوثات الرئيسة الأخرى.
يُقارن ذلك مع نسبة الانخفاض من 25% إلى 40% بالمقارنة مع انبعاثات عام 1990 التي أوصت بها الهيئة الحكومية الدولية لتغير المناخ مع الحاجة إلى تُطبق من قبل البلدان المتقدمة من أجل الحفاظ على مستويات ثنائي أكسيد الكربون ما دون 450 جزء من المليون بالإضافة إلى امتلاك فرصة منطقية لإبقاء الاحتباس الحراري ما دون الزيادة درجتين مئويتين فوق المعدل المقاس في العصور ما قبل الصناعية.

## تغيرات مايو عام 2009
أعلنت الحكومة في 4 مايو عام 2009 عن عدد من التعديلات للخطة المطروحة تتضمن تأخير البدء بتنفيذ الخطة ووضع هدف شرطي أعمق (25% مع حلول عام 2020، في حال موافقة عالمية على مستوى كربون 450 جزء من المليون) ومساندة أكبر للصناعة ومنظمة «الثقة بالكربون» لتمكين العمل التطوعي من قبل الأسر.

## تغيرات نوفمبر عام 2009
كان هناك عدد من التغييرات المهمة التي أُدخلت على الخطة في نوفمبر عام 2009 بعد أن تفاوض مالكولم تيرنبول مع رئيس الوزراء كيفين رود، وشملت هذه التغييرات زيادات كبيرة في التعويض عن الصناعات الملوثة، بما في ذلك صناعات صهر الفحم والألمنيوم. اقتُرح مبلغ 4 مليارات دولار لقطاع التصنيع ومبلغ 1.5 مليار دولار لمولدات الكهرباء.

## سحب اللائحة
فشل مجلس الشيوخ في 30 نوفمبر عام 2009 بإقرار خطة إنقاص التلوث بالكربون، الأمر الذي وفّر الفرصة لرود بالمطالبة بانتخابات حل مزدوج.
في 27 أبريل لعام 2010، أعلن رئيس الوزراء رود أن الحكومة قررت تأجيل تطبيق خطة إنقاص التلوث بالكربون إلى ما بعد فترة تعهد اتفاقية كيوتو (التي انتهت عام 2012). أشارت الحكومة إلى عدم دعم الحزبين لخطة إنقاص التلوث بالكربون والتقدم الدولي البطيء لقانون المناخ بخصوص التأخر. أعلن رئيس الوزراء أن خطة إنقاص التلوث بالكربون ستُطرح فقط في حال كان هناك وضوح أكبر حول إجراءات الاقتصادات العظمى الأخرى التي تشمل الولايات المتحدة الأمريكية والصين والهند.
في يونيو عام 2010، أخبر وزير البيئة والتراث والفنون بيتر غاريت سكاي نيوز أستراليا، أنه علم بداية بخصوص إلغاء خطة إنقاص التلوث بالكربون عندما قرأ الخبر في الصحيفة بعد تسرّبها من مصدر حكومي.
جذب تأخّر تطبيق خطة إنقاص التلوث بالكربون نقدًا شديدًا لرود وحزب العمال من قبل المعارضة الفيدرالية، ومن المجتمع ومجموعات العمل الشعبية مثل «قف» (بالإنكليزية: get up). في 5 أبريل عام 2011، أفاد رود أنه يؤمن بأن تأجيل تطبيق الخطة كان خطأً في عهده كرئيس وزراء.
في فبراير عام 2011، أعلنت حكومة غيلارد لائحة الطاقة النظيفة 2011، وهي خطة تداول انبعاثات لاستبدال خطة إنقاص التلوث بالكربون. مُرّرت هذه اللائحة إلى القانون في وقت لاحق من هذا العام، ومهّدت الطريق إلى إطلاق تسعيرة الكربون في 1 يوليو عام 2012.